# رئاسة ويليام هوارد تافت

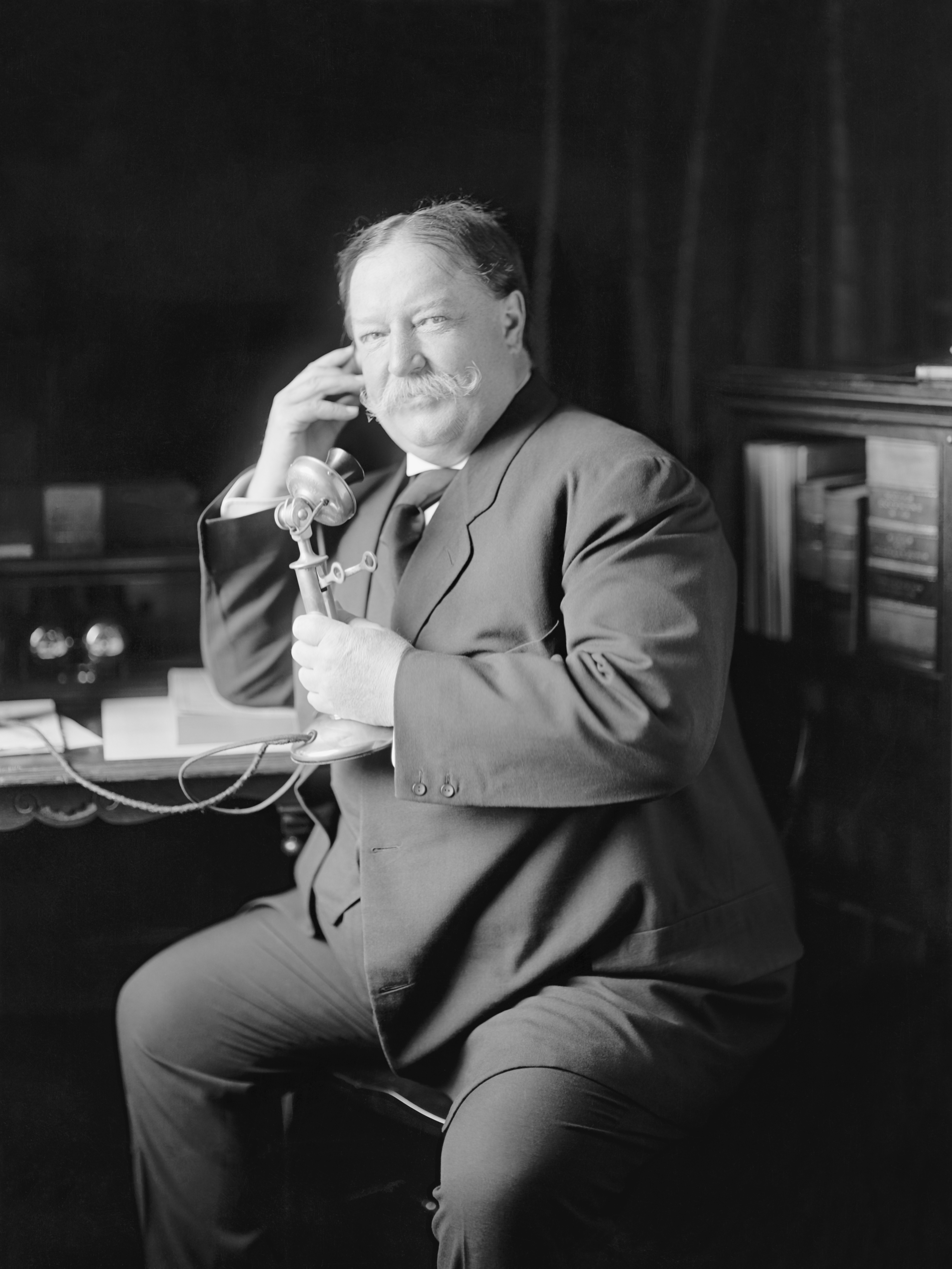
وليام هوارد تافت

بدأت رئاسة ويليام هوارد تافت في 4 مارس 1909، عندما نُصِّب وليام هوارد تافت الرئيس السابع والعشرون للولايات المتحدة، وانتهت في 4 مارس 1913. كان تافت جمهوريًا من ولاية أوهايو. كان تلميذ وخليفة الرئيس ثيودور روزفلت، تولى المنصب بعد هزيمة الديموقراطي ويليام جينينغز برايان بسهولة في الانتخابات الرئاسية عام 1908. انتهت رئاسته بهزيمته في انتخابات عام 1912 على يد الديموقراطي وودرو ويلسون.
سعت إدارة تافت إلى تخفيض التعريفات الجمركية، التي كانت مصدرًا رئيسيًا للدخل الحكومي، لكن قانون باين-ألدريتش للتعريفات لعام 1909 رفع المعدلات عندما توقع معظم الناس التخفيضات. واصل تافت جهود سلفه ووسعها لتفكيك الصناديق، وفتح قضايا ضد شركة الصلب الأمريكية وشركات أخرى. أجرى تافت ستة تعيينات في المحكمة العليا للولايات المتحدة، أكثر من جميع الرؤساء الآخرين باستثناء رئيسين. في الشؤون الخارجية، ركز تافت على الصين واليابان، وتدخل بشكل متكرر لدعم أو إزالة حكومات أمريكا اللاتينية. سعت إدارته إلى دعم مبدأ مونرو المتبع لسياسة دبلوماسية الدولار، وذلك باستخدام الاستثمار الأمريكي لتعزيز النفوذ في أمريكا اللاتينية وآسيا.
كانت فترته مليئة بالصراع بين الجناح المحافظ للحزب الجمهوري، والذي غالبًا ما يتعاطف معه تافت، والجناح التقدمي بقيادة تيودور روزفلت وروبرت م. لا فوليت. أدت الخلافات حول المحافظة وقضايا مكافحة الاحتكار التي رفعتها إدارة تافت إلى مزيد من الشِقاق بين تافت وروزفلت. تحدى روزفلت تافت في المؤتمر الوطني الجمهوري لعام 1912، لكن تافت كان قادرًا على استخدام سيطرته على آلية الحزب للفوز بترشيح حزبه بفارق ضئيل. بعد المؤتمر، ترك روزفلت الحزب، وشكل الحزب التقدمي، وخاض الانتخابات ضد تافت وويلسون في انتخابات عام 1912. كان روزفلت قد منع بالفعل طموحات لافوليت، لذلك كان يحب ويلسون. أدى الانقسام العميق بين الجمهوريين إلى القضاء على إعادة انتخاب تافت، ما منح الديمقراطيين السيطرة على البيت الأبيض لأول مرة منذ ستة عشر عامًا، بالإضافة إلى السيطرة على الكونجرس. يعتبر المؤرخون عمومًا أن تافت كان رئيسًا عاديًا.

## انتخابات عام 1908
بعد فوزه في الانتخابات الرئاسية عام 1904، أعلن ثيودور روزفلت أنه لن يسعى لإعادة انتخابه في عام 1908. اعتبر روزفلت أن وزير الحرب تافت هو خليفته المنطقي، رغم أن تافت كان مترددًا في البداية في الترشح، وكان يفضل التعيين في منصب رئيس المحكمة العليا. استخدم روزفلت سيطرته على آلية الحزب لمساعدة خليفته المختار، وكان مطلوبًا من المعينين السياسيين من روزفلت دعم تافت أو التزام الصمت. اختبر عدد من السياسيين الجمهوريين، مثل وزير الخزانة جورج كورتيليو، الأجواء للترشح، لكنهم اختاروا عدم خوض سباق الترشح. ترشح حاكم نيويورك تشارلز إيفانز هيوز، لكن عندما ألقى خطابًا سياسيًا أساسيًا، اتخذ روزفلت خطوات لتقليل تغطية ترشيح هيوز. لم يواجه تافت معارضة جدية في المؤتمر الوطني الجمهوري لعام 1908 وفاز بالترشيح الرئاسي في الاقتراع الأول. كان تافت يأمل في أن يكون زميله في الترشح من تقدمي الغرب الأوسط مثل السناتور جوناثان دوليفر من ولاية أيوا، ولكن بدلًا من ذلك اختار المؤتمر عضو الكونجرس جيمس س. شيرمان من نيويورك، وهو محافظ. استقال تافت من منصب وزير الحرب في 30 يونيو لتكريس نفسه طوال الوقت للحملة.
بدأ تافت الحملة بخطوات غير مناسبة، ما أدى إلى تأجيج حجج أولئك الذين قالوا إنه ليس أهلًا للترشح من خلال السفر إلى منزل روزفلت في ساغامور هيل للحصول على المشورة بشأن خطاب قبوله، قائلين إنه بحاجة إلى حكم الرئيس وانتقاده. لقد أيد تافت معظم سياسات روزفلت. جادل تافت بأن العمال لهم الحق في التنظيم، ولكن ليس المقاطعة، وأن الشركات والأثرياء يجب أن يلتزموا أيضًا بالقانون. وعزا اللوم في الركود الأخير، والذعر عام 1907، إلى المضاربة على الأسهم وغيرها من الانتهاكات، وشعر أن بعض الإصلاح للعملة (كانت الولايات المتحدة على معيار الذهب) كان ضروريًا للسماح بالمرونة في استجابة الحكومة للأوقات الاقتصادية السيئة. كما تحدث لصالح تعديلات على معدلات التعريفة وفضل تعزيز قانون شيرمان لمكافحة الاحتكار. كان خصم تافت في الانتخابات العامة وليام جينينغز برايان، المرشح الديمقراطي للمرة الثالثة في أربع انتخابات رئاسية. قام بحملته على منصة تقدمية هاجم فيها الحكومة، وصوَّر الجمهوريين على أنهم مدينون لمصالح الشركات القوية والأثرياء. بالنظر إلى أن العديد من إصلاحات روزفلت نابعة من مقترحاته، جادل الديموقراطي بأنه هو نفسه الوريث الحقيقي لأفكار روزفلت.
خلال حملة الخريف، أمطر روزفلت تافت بالنصائح وبث الطاقة في حملته. نتيجة لذلك، كثرت الاتهامات بأن الرئيس كان في الواقع يدير حملة تافت. كما لفت وجوده الطاغي في الحملة انتباه الصحفيين والفكاهيين الذين أمطروا الجمهور بالنكات حول كون تافت ليس سوى مطيّة روزفلت؛ في النهاية، هزم تافت بريان بـ 321 صوتًا انتخابيًا مقابل 162 صوتًا، حاملًا جميع الولايات باستثناء ثلاث ولايات خارج الجنوب الديمقراطي الصلب. كما فاز في التصويت الشعبي بهامش مريح، إذ حصل على 7,675,320 صوتًا (51.6%) أما برايان فحصل على 6,412,294 (43.1%)؛ حصل مرشح الحزب الاشتراكي يوجين ف. دبس على 420.793 صوتًا (2.8%). وقالت نيللي تافت فيما يتعلق بالحملة: لم يكن هناك ما يدعو للنقد، باستثناء عدم معرفته أو اهتمامه بالطريقة التي تُلعب بها لعبة السياسة. في هذه الأثناء، ترك روزفلت منصبه لأن فترة ولايته في المنصب الذي كان يتمتع به كثيرًا قد انتهت. للابتعاد عن طريق تافت، رتب لرحلة صيد لمدة عام إلى إفريقيا.

## انتقال السلطة
في 17 نوفمبر 1908، تحدث الرئيس المنتخب تافت بالاتفاق مع الموقف الذي عبر عنه وزير الحرب لوك إدوارد رايت لدعم التجارة الحرة للسكر والتبغ مع الفلبين.
في 19 ديسمبر 1908، أعلن تافت أنه اختار فيلاندر سي نوكس ليكون وزيرًا للخارجية. وذكر أيضًا أن نوكس سيلعب دورًا في تقديم المشورة له في اختيار بقية وزرائه.
في 17 فبراير 1909، أفيد أن جاكوب م. ديكنسون سيعمل وزيرًا للحرب في إدارة تافت وأن ويليس فان ديفانتر سيعمل كوزير للخزانة. ومع ذلك، بحلول 4 مارس، اختير فرانكلين ماكفي بدلًا من ذلك لمنصب وزير الخزانة.
خلال الفترة الانتقالية الرئاسية، زار تافت بنما، من 29 يناير إلى 7 فبراير 1909. وفي بنما، تفقد بناء قناة بنما، والتقى برئيس بنما خوسيه دومينغو دي أوبالديا. أثناء انتقال السلطة، أجرى تافت أيضًا بعض الرحلات المحلية، بما في ذلك زيارة إلى أتلانتا حيث تناول الأبسوم في عشاء استضافته غرفة التجارة في أتلانتا في 15 يناير 1909. طور تافت طريقة مشهورة إلى حد ما لتناول الأبسوم بعد كل وجبة عشاء.